# Batalla de Gibraltar (1563)
La batalla de Gibraltar de 1563 fue un enfrentamiento entre la armada española comandada por Álvaro de Bazán y una flotilla de corsarios ingleses.
Aprovechando la dispersión de los españoles que se encontraban tratando de tomar el Peñón de Vélez de la Gomera, los ingleses fueron hacia aguas de Gibraltar (por entonces española) y se atrevieron a combatir y abordar a una embarcación francesa dentro del mismo puerto de Gibraltar, violando flagrantemente las aguas españolas. Se la hubieran llevado si los del castillo no hubieran hecho fuego de inmediato, obligando a los ingleses a salir de allí. Avisado Bazán, fue a combatirles con solo 5 galeras. El 23 de noviembre cerca de Gibraltar dio alcance a los ingleses. Tras el combate todas las naves inglesas fueron capturadas.

## Antecedentes
En el verano de 1563 el alcaide de Melilla, Pedro Venegas, confiaba en que los españoles podían cobrarse el Peñón de Vélez de la Gomera de control musulmán. El 23 de julio se hizo a la mar don Sancho de Leyva con 50 galeras y en la Isla de Alborán se abrieron los pliegos reservados con el plan del alcaide de Melilla. Dicho plan les pareció a todos imposible de realizar, pero eran profesionales y se dispusieron a ello, recalando por la noche y disponiendo en fragatas y bergantines las escalas y gente hábil y dispuesta para trepar por ellas. Sin embargo la operación fue un fracaso. En el consejo de generales, Leyva aseguró que estando así las cosas era imposible hacerse con el Peñón y que era preciso embarcarse. La mayoría estuvo de acuerdo, excepto Álvaro de Bazán. El reembarco fue complicado, y el propio Bazán debió encargarse de cubrir la retirada, asegurando que la mayoría de las tropas sobrevivieran.
Es en este punto aprovechando la dispersión de los españoles que los ingleses aprovecharon la oportunidad para ir hacia aguas de Gibraltar (por entonces española) y se atrevieron a combatir y abordar a un mercante francés dentro del mismo puerto de Gibraltar, violando flagrantemente las aguas españolas. La nave francesa sufrió graves daños de la artillería enemiga y sólo logró escapar refugiándose bajo el alcance de los propios cañones de la costa, que respondieron al fuego. Para mayor insulto, un alguacil español que intentó mediar entre ambos fue tomado de rehén por la flota inglesa. Por ello se dio aviso a las galeras que invernaban en El Puerto de Santa María, desde donde salieron cinco galeras al mando de don Álvaro de Bazán.

## Batalla
Bazán interceptó a los buques ingleses y les llamó a detenerse, pero ellos hicieron caso omiso y adoptaron orden de combate, por lo que Bazán abrió fuego contra ellos y les acometió. La batalla era desigual, ya que las naos sumarían 200 cañones entre todas, mientras que las galeras sólo contaban con 25, pero la destreza de Bazán compensó la desventaja y terminó con las ocho embarcaciones británicas apresadas. Se hicieron 240 prisioneros, y en el registro se hallaron a bordo pan de cazabe, azúcar y otros productos de las Indias que hicieron sospechar que eran piratas o corsarios, amén de testigos que les vieron arrojar mercancía no identificada por la borda antes de ser capturados.

## Consecuencias
La actuación de Bazán se conoció en toda Europa, principalmente en Inglaterra, cuyo embajador Sir Thomas Chaloner pidió su liberación, afirmando que los capturados eran mercaderes agredidos por la nave francesa y que no se habían resistido al arresto. Aun así, la mayoría fueron pasados por las armas, unos ahorcados y otros arcabuceados, dejando solo a unos pocos para el remo y quedándose con todos los barcos. Por las leyes dictadas por Felipe II, al ser súbditos de reyes con los que estaba en paz, se convertían en piratas y sus penas estaban muy claras, mientras que los buques, al no llevar bandera reconocible, se quedaban en poder del Monarca para sufragar por medio de su venta los gastos ocasionados por su ataque. Felipe más tarde liberó a los supervivientes como gesto de magnanimidad.